# 653 v.Chr.
Het jaar 653 v.Chr. is een jaartal volgens de christelijke jaartelling.

## Gebeurtenissen

### Assyrië
- Koning Assurbanipal begint een veldtocht tegen koning Te-Umman van Elam.
- De Kimmeriërs bedreigen het Assyrische Rijk vanuit het noorden, Elam en Mannea vanuit het oosten.
- Koning Phraortes van Medië lijdt een zware nederlaag en sneuvelt in de strijd om Assur.

### Klein-Azië
- Koning Gyges van Lydië doet een vertwijfelde poging de Kimmeriërs te weerstaan.

### Egypte
- Farao Psammetichus I maakt gebruik van de interne problemen van Assyrië en schudt het Assyrische juk van zich af.
- Koning Atlanersa (653 - 643 v.Chr.) regeert over het koninkrijk Koesj.

### Mesopotamië
- Koning Cyaxares II (Hvakhshathra) heerser over het koninkrijk Medië.
- Tammaritu wordt koning van Elam en volgt Tempt-Humban-Ishushinak op.

## Overleden
- Phraortes, koning van Medië
- Tantamani, farao van Egypte
- Te-Umman, koning van Elam